# Pissila
Pissila ist sowohl eine Gemeinde (französisch commune rurale) als auch ein dasselbe Gebiet umfassendes Departement im westafrikanischen Staat Burkina Faso in der Region Centre und der Provinz Sanmatenga. Die Gemeinde hat in 55 Dörfern 100.353 Einwohner, in der Mehrzahl Mossi.